# Bundestagswahlkreis Magdeburg – Schönebeck – Wanzleben – Staßfurt
Der Bundestagswahlkreis Magdeburg – Schönebeck – Wanzleben – Staßfurt war von 1990 bis 2002 ein Wahlkreis in Sachsen-Anhalt. Er besaß die Nummer 287 und umfasste von der kreisfreien Stadt Magdeburg die Stadtteile Buckau, Fermersleben, Salbke, Westerhüsen, Leipziger Straße, Hopfengarten und Reform sowie die Landkreise Schönebeck, Wanzleben und Staßfurt. Im Rahmen der Wahlkreisreform von 2002, bei der die Anzahl der Wahlkreise in Sachsen-Anhalt von dreizehn auf zehn reduziert wurde, wurde das Gebiet des Wahlkreises auf die Wahlkreise Magdeburg und Börde aufgeteilt.
Der letzte direkt gewählte Wahlkreisabgeordnete war Ulrich Kasparick (SPD).

## Wahlkreissieger
| Wahl | Name             | Partei | Erststimmen |
| ---- | ---------------- | ------ | ----------- |
| 1998 | Ulrich Kasparick | SPD    | 43,8 %      |
| 1994 | Hartmut Büttner  | CDU    | 40,6 %      |
| 1990 | Hartmut Büttner  | CDU    | 41,8 %      |